# سینه‌سرخ ژاپنی
سینه‌سرخ ژاپنی (نام علمی: Erithacus akahige) نام یک گونه از سرده سینه‌سرخ‌های اروآسیایی است.